# Triple 9
Triple 9 (v anglickém originále Triple 9) je americký kriminální film z roku 2016. Režisérem filmu je John Hillcoat. Hlavní role ve filmu ztvárnili Casey Affleck, Anthony Mackie, Chiwetel Ejiofor, Clifton Collins, Jr. a Woody Harrelson.

## Obsazení
| Casey Affleck        | Chris Allen      |
| Anthony Mackie       | Marcus Belmont   |
| Chiwetel Ejiofor     | Michael Atwood   |
| Clifton Collins, Jr. | Franco Rodriguez |
| Woody Harrelson      | Jeffrey Allen    |
| Aaron Paul           | Gabe Welch       |
| Kate Winslet         | Irina Vlaslov    |
| Gal Gadotová         | Elena Vlaslov    |